# Dolenje Mokro Polje
Dolenje Mokro Polje je naselje u slovenskoj Općini Šentjerneju. Dolenje Mokro Polje se nalazi u pokrajini Dolenjskoj i statističkoj regiji Donjoposavskoj regiji. 

## Stanovništvo
Prema popisu stanovništva iz 2002. godine naselje je imalo 171 stanovnika.